# متنزه سد إيل الحكومي
متنزه سد إيل الحكومي، هو متنزه عام تبلغ مساحته 16 فداناً (0.065 كم2)، يقع في مقاطعة سانت لورانس، نيويورك. يقع المتنزه في وادي سانت لورانس على نهر أوسويجاتشي على بعد ميلين (3.2 كم) من بلاك ليك وحوالي ثمانية أميال (13 كم) جنوب غرب أوغدنسبورغ.

## المرافق
يفتح المتنزه أبوابه من يوم الذكرى حتى عيد العمال،  وتوفر 38 مخيماً وطاولات وأجنحة للتنزه وصيد سمك باس ومسارات المشي لمسافات طويلة.

## روابط خارجية
- New York State Parks: Eel Weir State Park